# Европейский маршрут E234
Европейский маршрут E234 (нем. Autobahn 27) — автомобильный европейский автомобильный маршрут категории Б, соединяющий города в Германии: Куксхафен и Вальсроде.
Из-за крупных портов (особенно в Бремерхафене) вдоль автобана наблюдается интенсивное движение грузовиков.
Его самая северная часть — между Бременом и Куксхафеном — в значительной степени заменила Бундесштрассе 6, хотя на некоторых картах все еще показана B 6 в пределах городской черты Бремерхафена.

## Маршрут
- Германия
  - Куксхафен
  - Бремерхафен
  - E22, E37, E233 Бремен
  - E45, Вальсроде